# ヘラジカ
ヘラジカ（箆鹿、Alces alces）は、哺乳綱鯨偶蹄目シカ科ヘラジカ属に分類される世界最大のシカ。

## 呼称
雄の成獣はへらのように平たい角を持つことが和名の由来であり、日本語では「オオジカ」と呼ばれる場合もある。
英語では、ユーラシア大陸のヘラジカを「エルク（elk）」、北アメリカのヘラジカを「ムース（moose）」と呼ぶ。エルクはゲルマン語の単語であり、学名になっているラテン語 alces もおそらくゲルマン語からの借用である。ムースの語源は未同定だが、アルゴンキン語派のいずれかの言語に由来していると考えられており、ナッラガンセット語のモース（moos）あるいはアベナキ語のモズ（moz）などが想定されている。
なお、北アメリカではシカ属のアメリカアカシカ（ワピチ）が「エルク」と呼ばれている。

## 分布
中国東北部、アメリカ合衆国北部、エストニア、カナダ、スウェーデン、ノルウェー、フィンランド、ラトビア、リトアニア、ロシア。北アメリカではツンドラまで生息する。夏には北極海の沿岸で過ごす。時にはニューメキシコ州の様な緯度帯で確認されることもある。
更新世における分布は現在よりも広範囲に及び、例えば北海道だけでなく日本列島の中部まで南下していたとされるが、後期更新世にかけて他の多くの大型動物と同様に姿を消した。

## 形態

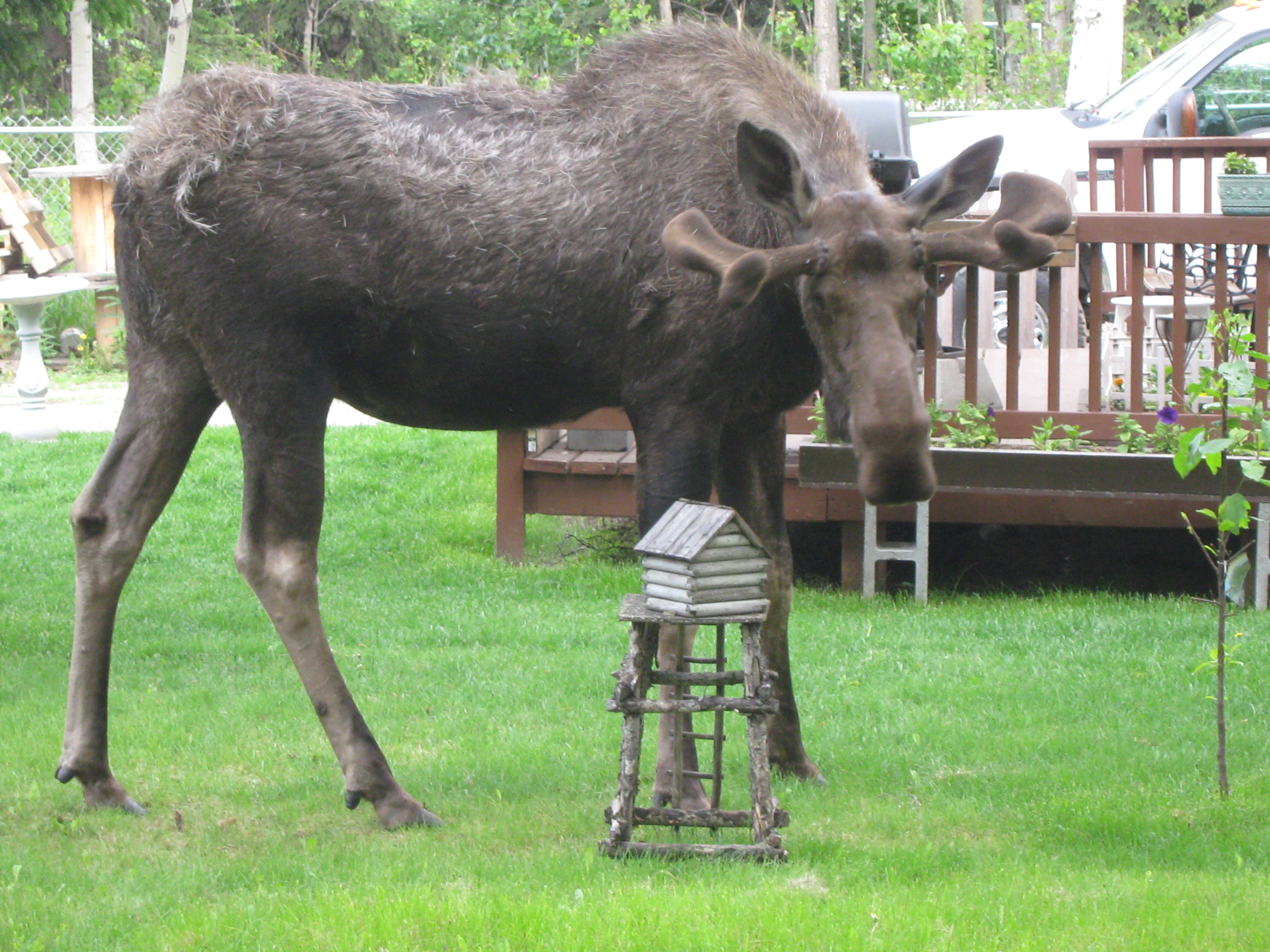
生え替わった後の角が成長途中で換毛中でもある雄。

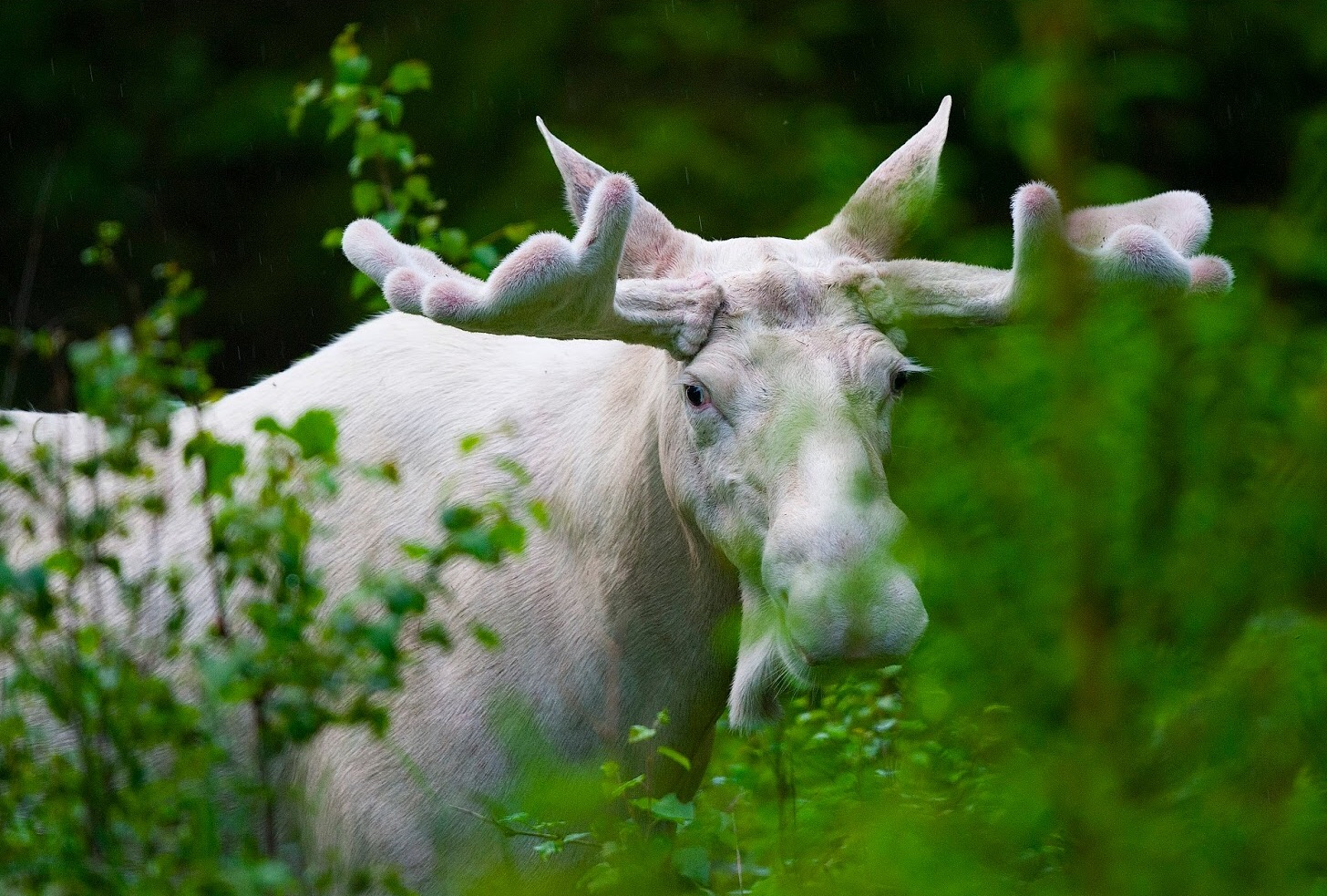
ノルウェーの白変個体。

頭胴長2.4-3.1メートル、尾長5 - 12センチメートル。肩高1.4-2.3メートル。体重オス平均500キログラム、メス平均380キログラム。最大のオスは800キログラムに達する場合もある。体重が1トン以上の記録も複数存在するともされるが、これらの記録の正確性は不明である。角は大きく、最大で200センチメートルを上回る。吻端は長くて太く、雄の咽頭部の皮膚は垂れ下がっている。これを「肉垂」という。
現生のシカ科では最大種であり、地球史上最大のシカであるヘラジカの仲間「ジャイアントムース（英語）」や北米大陸史上最大のシカであるヘラジカの仲間である「スタグムース（英語）」には若干劣るが、ギガンテウスオオツノジカよりも体重があり、現生では二番目に大きなワピチよりもはるかに体躯がある。
北方に生息する現生の陸棲動物では、バイソン属に次ぐ大きさを持つ動物であり、体高では現生のバイソン属を上回る。しかし、人類による狩猟圧によってジャイアントバイソンやステップバイソン（ギガス種）やムカシバイソン（英語）等から大きく小型化し、近代の気候変動によってさらに小型化しつつある可能性がある現生のアメリカバイソンとヨーロッパバイソンと比較すると、ヘラジカは上記の「ジャイアントムース（英語）」などと比較しても小型化の程度は限定的である。

## 生態

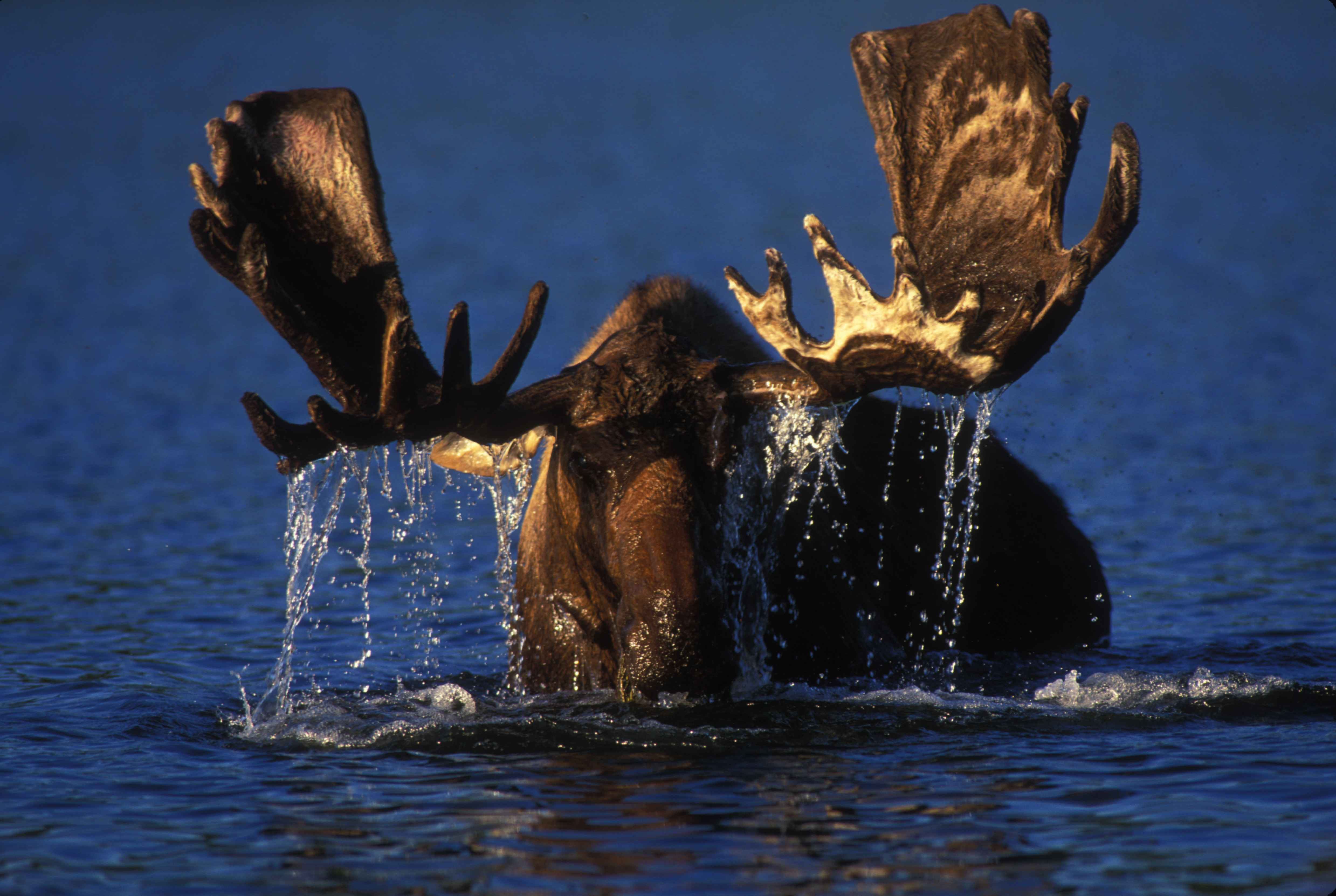
水草を食べる個体。

針葉樹林と針葉樹と落葉樹の混合樹林に生息する。夏は単独もしくは数頭の群れで生活するが、冬になると10頭前後の群れを形成する。
食性は草食性で、木の葉や樹皮、地面に落ちた種実類、水草等を食べる。代表例としてはヤナギやカバノキ。水場を好み、夏にはよく水場に来て、水中の水草を食べたり、泳いで体に付いた寄生虫を落としたりする。塩を舐める行動も確認されている。
唾液には植物の成長を促す成分が含まれている。
本種は大型であるため、成獣を定期的に捕食する動物はアムールトラのみである。
子供や若い個体であればヒグマ、アムールヒョウ、ピューマ、オオヤマネコ、カナダオオヤマネコ、コヨーテ、オオカミ、アメリカグマ、クズリにも捕食される。
ヒグマの成獣がヘラジカの成獣との戦闘で死亡した例が知られている。攻撃は強靭な前足や後ろ足を使った強力な蹴りの他に、角を使って突進する行為も行う。本種の攻撃は捕食種に対してだけではなく、同種との縄張り争いやメスを巡る攻防においても多用される。

## 分類
現生では本種のみでヘラジカ属を構成する。
ロシアのエニセイ川以東から北アメリカにかけての個体群を、「Alces americanus」として分割する説もある。

### 亜種
| Eurasian elk/ European elk                    | A. a. alces        | 中型。フィンランド, スウェーデン, ノルウェー, ラトビア, エストニア, ロシア等。                         |
| Yakutia moose/ Mid-Siberian moose/ Lena moose | A. a. pfizenmayeri | アジアでは最も個体数が数多い。シベリアやモンゴル等。                                                   |
| Ussurian moose/ Amur moose                    | A. a. cameloides   | 小型で、角も他の亜種よりもかなり小さく、全くない個体もいる。ロシアや中国等。                           |
| Chukotka moose/ East Siberian moose           | A. a. buturlini    | シベリアやカムチャッカ半島等。ユーラシアで最大の亜種で、北米大陸の亜種を超える可能性もある。           |
| Eastern moose                                 | A. a. americana    | 小型。カナダとアメリカ合衆国。                                                                         |
| Western moose                                 | A. a. andersoni    | 中型。カナダとアメリカ合衆国。                                                                         |
| Alaskan moose                                 | A. a. gigas        | アラスカ州とユーコン準州。北米大陸の最大亜種。                                                         |
| Shiras' moose/ Yellowstone moose              | A. a. shirasi      | 北米大陸での最小亜種。                                                                                 |
| † Caucasian moose/ Caucasian elk              | A. a. caucasicus   | コーカサス山脈が主で、イランやロシア、ジョージア、アゼルバイジャン、トルコにもいた可能性がある。絶滅。 |

## 人間との関係

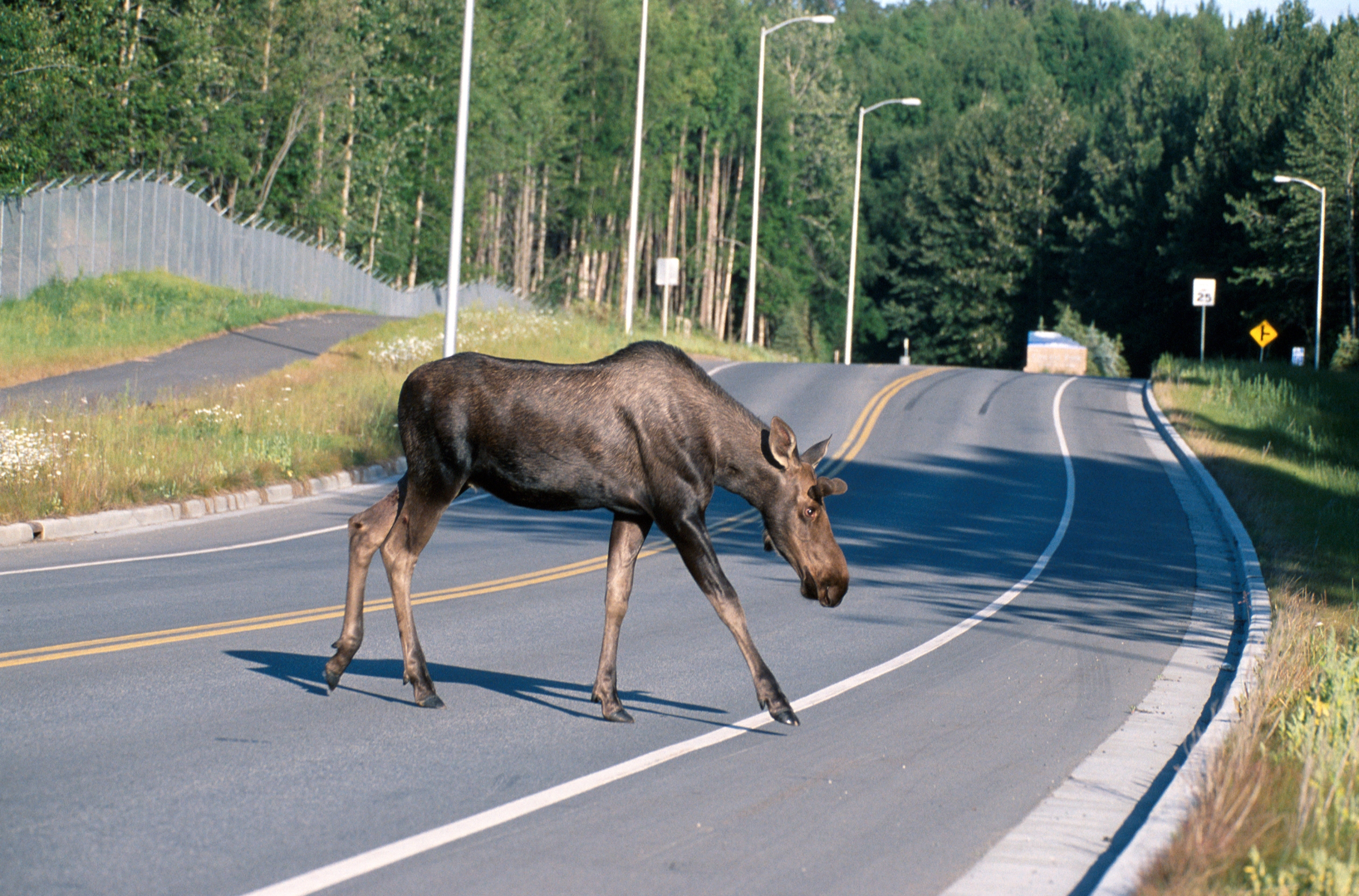
道路を横断するヘラジカ（アラスカ）

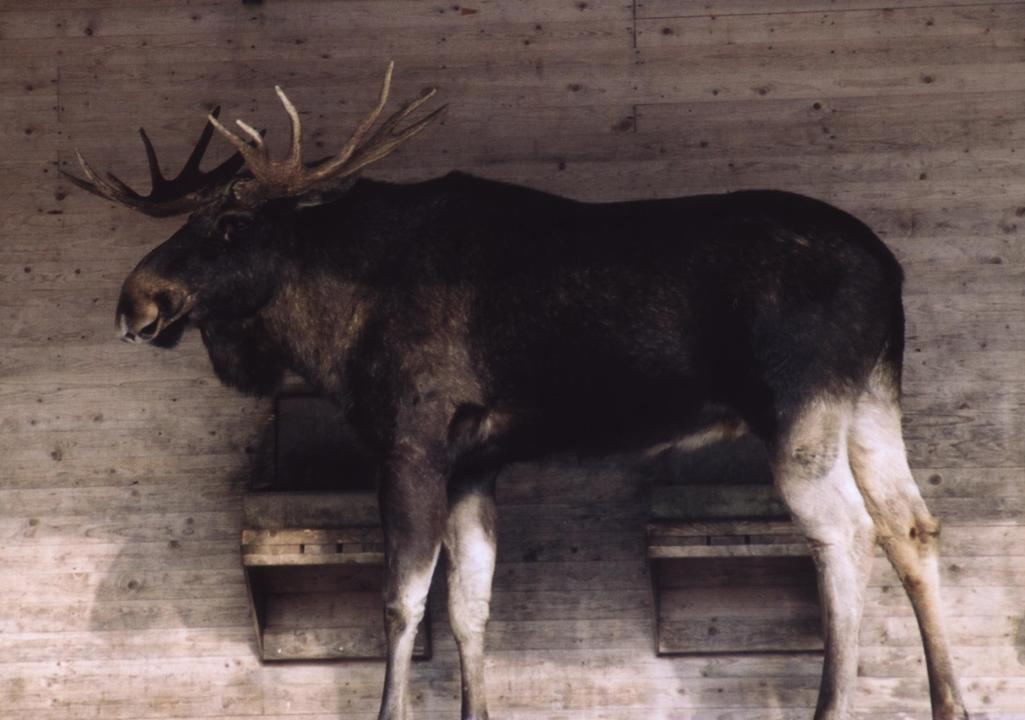
動物園で飼育されている個体（スウェーデン）

ヨーロッパには、石器時代からヘラジカ猟が行われていたことを示す洞窟壁画が残っており、スウェーデンのエーランド島南部のアルビー（Alby）付近では、紀元前6000年代頃の木の小屋の遺構からヘラジカの角が出土している。北ヨーロッパでは、石器時代から19世紀まで地面に深い穴を掘ってヘラジカを追い落とす猟法が用いられていた。
道路に飛び出し交通事故により命を落とすことがあり、大型なためにしばしば深刻な人身事故にもつながる。特に夜道では、体色が黒っぽく、頭部（すなわち前照灯に反射する目）が高い位置にあるためドライバーが気づくのが遅れることが多く、衝突すると車のバンパーが当たった衝撃で細い脚が折れ、巨大な胴体が上方から運転席を押しつぶす形で倒れてくるため、エアバッグが展開したとしても大した効果が望めない。このため、スカンディナヴィアとドイツでは、自動車の安全評価に急ハンドルによる回避を想定した「ムーステスト」を導入している。特にボルボとサーブ・オートモービル（スウェーデン）、メルセデス・ベンツ（ドイツ）では衝突時の挙動も考慮されている。
ヘラジカが多く生息する地域では、道路標識に本種が描かれて注意が促されている。カナダのニューブランズウィック州では、新しく敷設される高速道路でヘラジカとの衝突が頻発する部所にフェンスを設けてヘラジカの横断を防いでいる。
ロシアでは旧ソ連時代（1940年代）に人に慣れやすい個体を選択して繁殖することでヘラジカを家畜化する研究が始まり、ソ連崩壊後も継続している。商業的に成功しているとは言えないが、ヘラジカの生理学や行動学、動物の家畜化の研究に貢献している。
春から夏にかけては、ヘラジカの子にうっかり近づいて親に襲われる危険性が非常に高まる。

カナダの道路標識
カナダの道路標識
カナダの道路標識
アメリカ合衆国の道路標識
アメリカ合衆国の道路標識
フィンランドの道路標識
スウェーデンの道路標識
エストニアの道路標識
デンマークの道路標識
ノルウェーの道路標識

## その他
- カナダでは、ビーバーと共に国を象徴する動物とされている。スウェーデンとノルウェーでも「森の王」と呼ばれるヘラジカが国の動物とされている。ノルウェーでは自治体の紋章にもヘラジカが描かれることが多い。またノルウェー料理のディナーでは、ヘラジカやトナカイのステーキが定番である。
- アメリカ合衆国のメイン州では州の動物に、アラスカ州では州の陸生哺乳類になっている。
- アメリカ合衆国大統領セオドア・ルーズベルトは、自らの政治的姿勢を執拗な繁殖期の雄のヘラジカに例えて「私は雄のヘラジカ（ブル・ムース）のように強い」（"I am as strong/fit as a bull moose"）と発言した。このためルーズベルト率いる進歩党もブル・ムース党という愛称で呼ばれた。バーモント州の進歩党も雄のヘラジカを党のシンボルに使用している。
- 西洋では、ヘラジカは無口でお人好しだがあまり頭の回転が速くないキャラクターにされることが多い。ディズニーのアニメーション映画『ブラザー・ベア』のトゥークとラット、フラッシュアニメの『Happy Tree Friends』のランピーがよい例である。
- シアトル・マリナーズのマスコットはマリナー・ムースという。
- 米国のアパレル会社アバクロンビー&フィッチのシンボルはヘラジカである。
- デンマークの天文学者ティコ・ブラーエはヘラジカを飼っていたが、そのヘラジカはあるとき、宴席でビールを飲んで酔っぱらい、階段から転げ落ちて足を折り死んだ[34]。
- 北海道テレビのバラエティ番組である『水曜どうでしょう』の「YUKON6DAYS 〜160kmカヌー地獄〜」という企画で大泉洋が「ムース汁」なる料理を作った。豚汁の豚肉をヘラジカの肉に代えたもので、鈴井貴之などの共演陣からの評価は高かった。
- 元プロ野球選手、監督の野村克也は日米野球の際、ウィリー・メイズにより、その姿や行動がヘラジカに似ていることから「ムース」と呼ばれ、それがそのままあだ名となった。なお、野村の妻沙知代がオーナーとなった「港東ムース」の名は野村の現役時代のあだ名、すなわちヘラジカから取られている。
- 1990年代、アメリカンフットボールプロリーグNFLのダラス・カウボーイズに所属していたフルバックダリル・ジョンストンは、チームメイトから付けられたニックネームが「ムース」であり、それがファンに広く認知された。ボールに触れる機会の少ないポジションであったが、彼がボールをもったときは、ホーム・スタジアム（場合によって相手チームのスタジアムでも）全体で「ムーーーース」と唸ることが恒例であった。
- 北米のプロレスラーでは、ムース・モロウスキーやムース・ショーラックなど、カナダやアメリカ北部出身の巨漢選手に「ムース」というリングネームが付けられた。ムース・ショーラックは、巨大なヘラジカの頭部の剥製を頭から被り、入場コスチュームとしていた[35]。

## ギャラリー

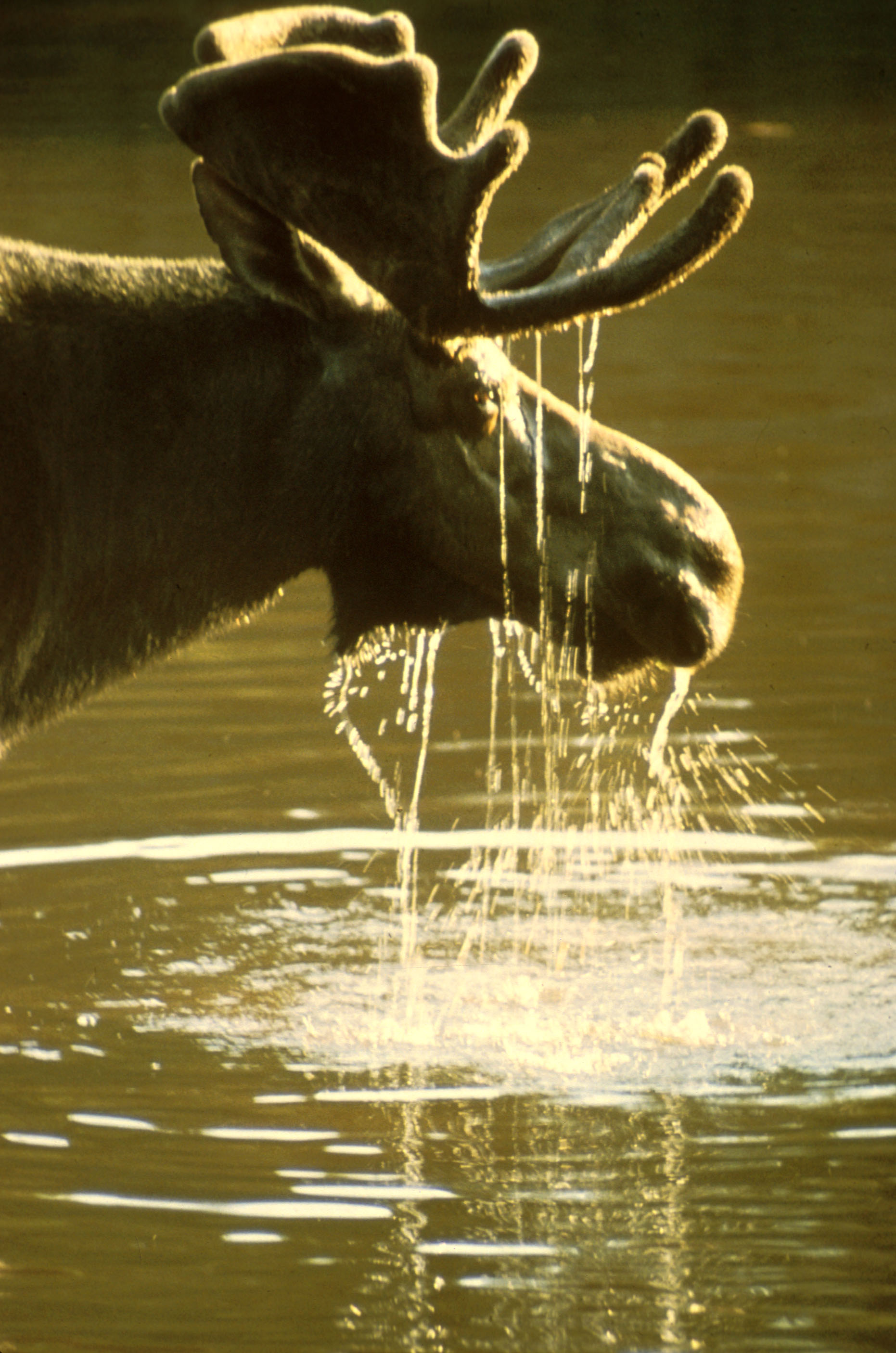
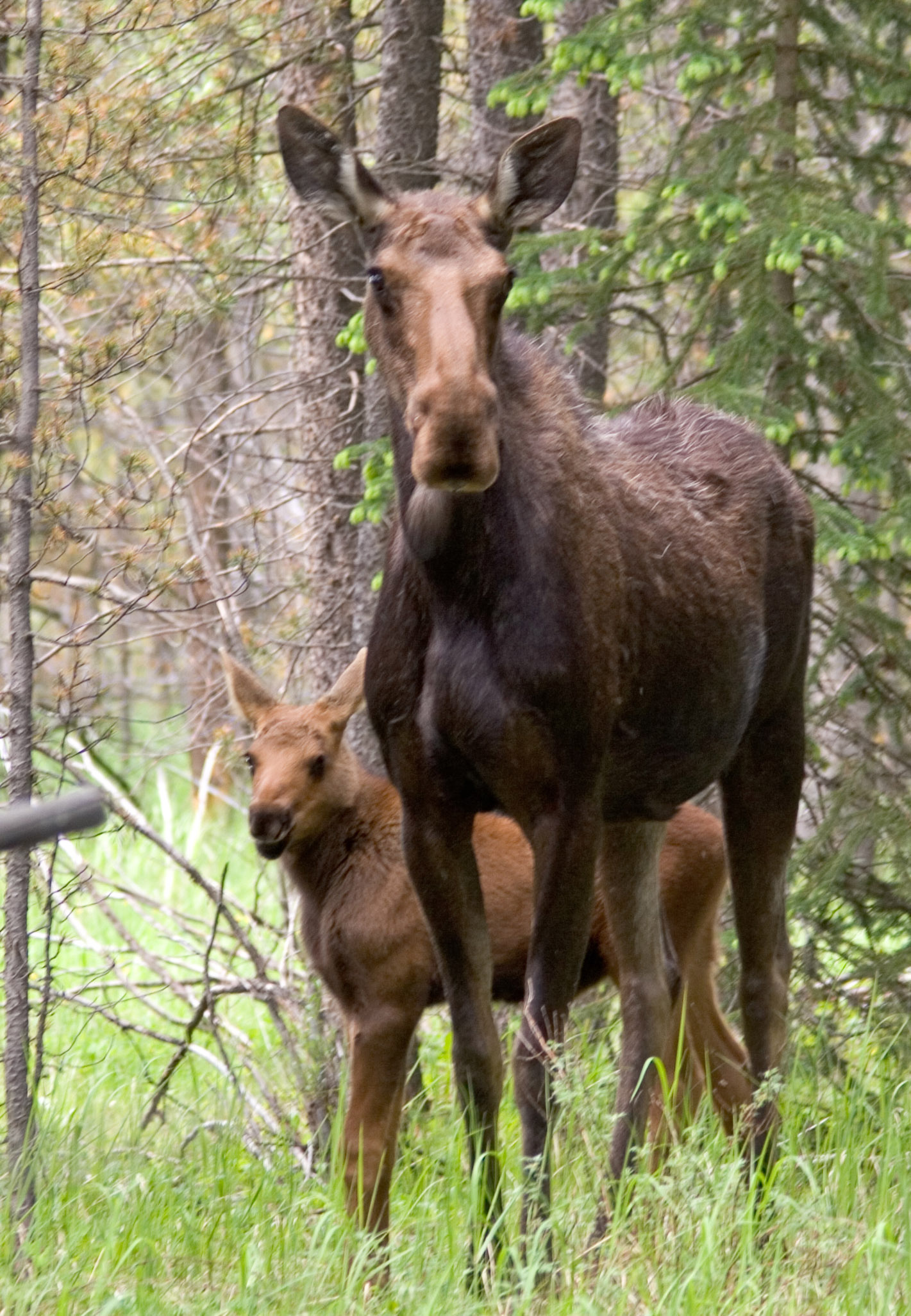
雌と仔鹿
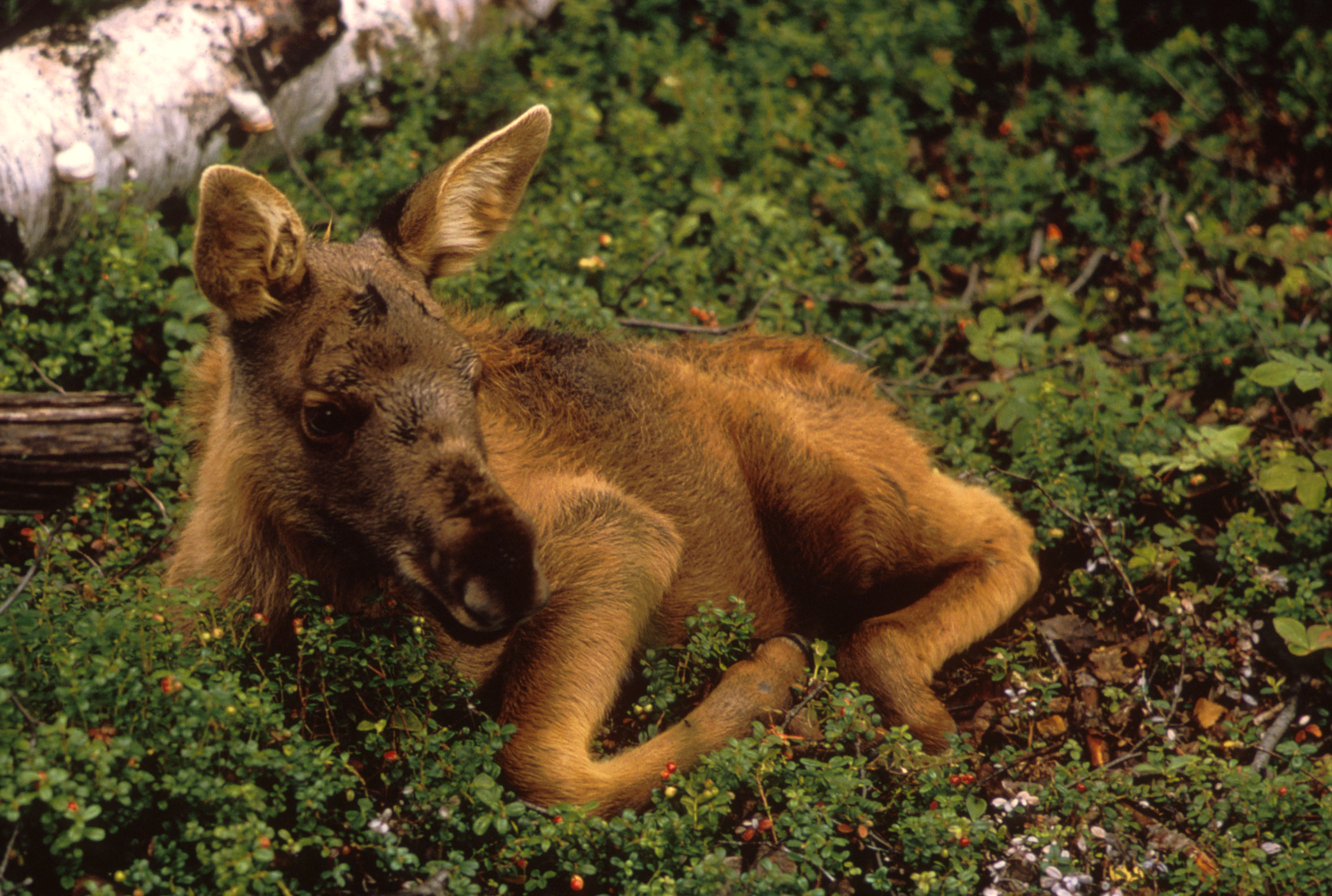
幼獣
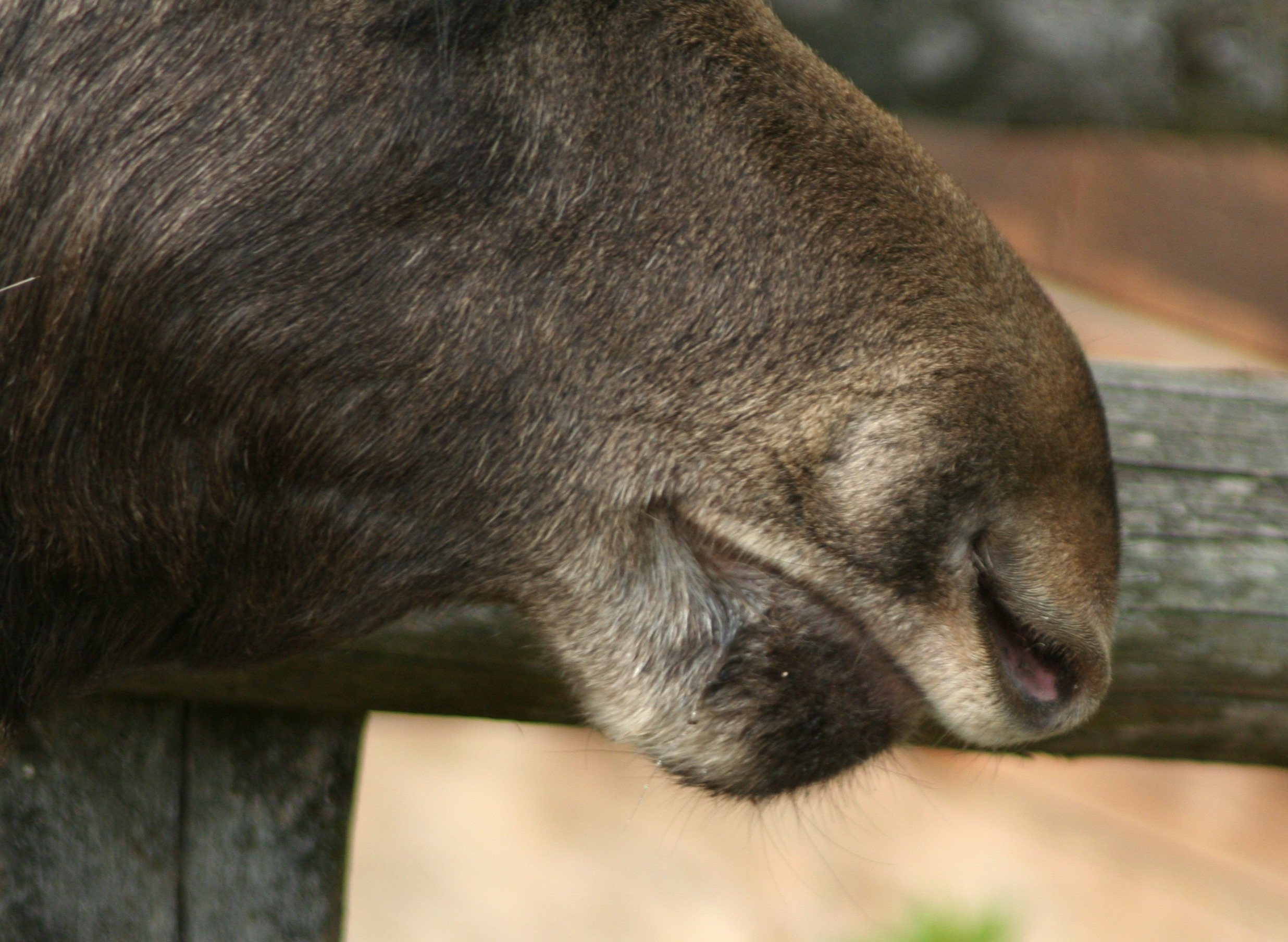
口吻
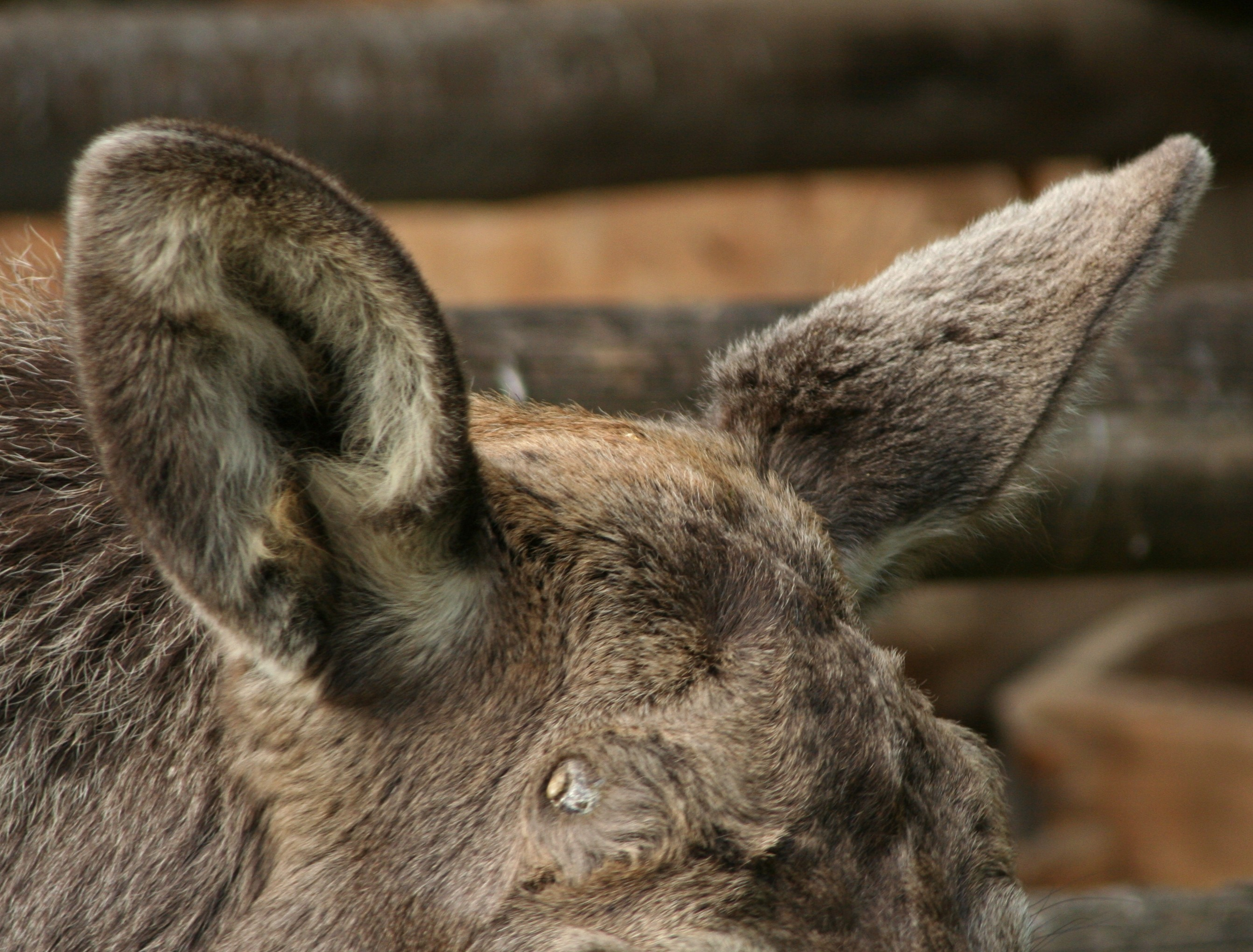
耳